# Perrysburg (Ohio)
Perrysburg – miasto w Stanach Zjednoczonych, w północno-zachodniej części stanu Ohio, nad rzeką Maumee River.
Liczba mieszkańców w 2000 roku wynosiła 18 326.